# Regering-Lebeau
De regering-Lebeau (18 april 1840 - 13 april 1841) was een Belgische regering. De regering werd gevormd door liberalen. Ze volgde de regering-De Theux de Meylandt I op en werd opgevolgd door de regering-De Mûelenaere-Nothomb.

## Verloop
Na de val van de regering-De Theux de Meylandt I op 14 maart 1840 kreeg de liberaal Joseph Lebeau, samen met Charles Rogier, de opdracht om een nieuwe regering te vormen. Na een maand te onderhandelen, slaagden de twee op 18 april 1840 in hun opdracht.
De regering-Lebeau kende enkel liberale en geen katholieke ministers, omdat deze loyaal waren aan de vorige voorzitter van de ministerraad Barthélémy de Theux de Meylandt. De regering kreeg hierdoor te maken met een hevige katholieke oppositie en ook bij de radicale liberalen van Paul Devaux kreeg hij niet veel steun. Uiteindelijk viel de regering nadat ze bij een stemming in de Senaat geen meerderheid verwierf. Nadat koning Leopold I weigerde om nieuwe Senaatsverkiezingen uit te schrijven, diende Lebeau op 13 april 1841 zijn ontslag in als voorzitter van de ministerraad.

### Maatregelen
- de wet van 8 januari 1841 over het tweegevecht, een gewelddadig treffen tussen twee personen, die voortaan verboden waren;
- de wet van 16 maart 1841 op de kamers van koophandel;
- de wet van 10 april 1841 op de buurtwegen (onkosten voor de helft ten laste van de staat en voor de helft van de gemeente, met stijgende aanleg van plaatselijke verbindingen tot gevolg).

## Samenstelling
De regering telde zes ministers.
| Ambtsbekleder | Ambtsbekleder | Ambtsbekleder                | Functie                     | Partij                       |
| ------------- | ------------- | ---------------------------- | --------------------------- | ---------------------------- |
|               |               | Joseph Lebeau (1794-1865)    | Minister Buitenlandse Zaken | Liberaal                     |
|               |               | Charles Liedts (1802-1878)   | Minister Binnenlandse Zaken | Liberaal                     |
|               |               | Mathieu Leclercq (1796-1889) | Minister Justitie           | extraparlementair (liberaal) |
|               |               | Edouard Mercier (1799-1870)  | Minister Financiën          | Liberaal                     |
|               |               | Gérard Buzen (1784-1842)     | Minister Oorlog             | extraparlementair (liberaal) |
|               |               | Charles Rogier (1800-1885)   | Minister Openbare Werken    | Liberaal                     |